# Преображенський жіночий монастир УПЦ

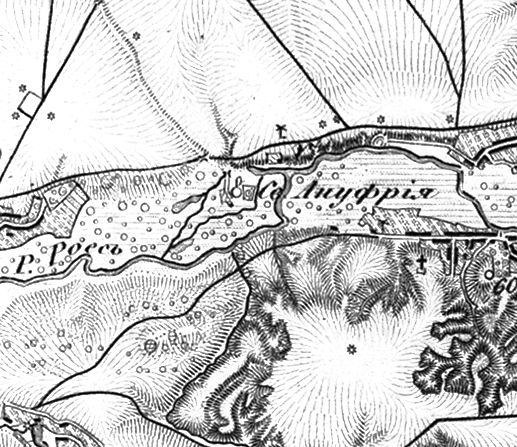
монастир в середині XIX століття

Монастир знаходився в мальовничому місці, між озерами та болотом на невеликому острові на  р. Рось. Цей острів в XVI ст. називався Валковським. Він був заснований в першій половині XVII ст.. Однак на у 1648 р. його спалили поляки. У 1653 р. полковником Григорієм Гуляницким відновив його, пожалувавши монастирю значні маєтності. У 1707 р. всі ці пожалування були підтверджені універсалом гетьмана Івана Мазепи.
За описом 1768 року згадується великий храм в ім'я преподобного Онуфрія Великого з трьома куполами і великим прекрасно прикрашеним іконостасом, побудованим з дубу.
У соборі преподобного Онуфрія знаходилася ікона Спасителя, писана за переказами іконописцем Києво-печерського монастиря Аліпієм. Тут в особливому ковчегові були покладені частини святих мощей мучеників Арефи і Меркурія, заповідані монастирю, грецьким архімандритом Никифором, який йшов з Єрусалиму в Росію, зупинився в Онуфріївській обителі, де незабаром захворів і помер. На території монастиря і похоронений. Також в обителі похоронений Київський митрополит Діонісій (Балабан), що помер в Корсуні в 1663 році.
У 1865 році настоятелем монастиря ігуменом Іоанном була побудована головна соборна кам'яна церква з дерев'яним зведенням, з п'ятьма куполами, крита залізом в ім'я преподобного Онуфрія Великого. В 1890 році ігуменом Ілією (Дубровським) до храму з лівого боку була прибудована кам'яна пономарня , крита залізом, усередині стеля якої підшита шалівкою і пофарбована.
Поруч до цієї церкви з правого боку була прибудована інша тепла церква, дерев'яна, на кам'яному фундаменті на честь Різдва Пресвятої Богородиці, побудована при ігуменові Іоані в 1869 році.
Недалеко, напроти соборного храму в 1865 році була побудована дерев'яна дзвіниця, триярусна, на кам'яному фундаменті.
На території монастиря знаходилися монастирські будівлі: будинок настоятеля, дерев'яний на кам'яному Фундаменті, критий залізом; дерев'яний братський корпус, побудований в 1879 році, під ним же влаштований кам'яний льох. У цьому братському корпусі знаходилася братська трапезна і 11 келій для братії.
Поблизу братської трапезної знаходився старий сарай для вигодовування свиней; кам'яна кузня, крита залізом; дерев'яна воскобійня і пасіка.
Недалеко від монастиря знаходився монастирський хутір для розміщення послушників і чорноробів. На хуторі знаходилися дерев'яні будиночки, обернені в житло для послушників, з коридором і двома келіями; дерев'яний сарай для корму худоби і скотним двором; вітряний млин; дерев'яна хата, крита соломою, призначена для сторожа млина і т. д.
Крім того монастир мав у своєму володінні орні землі.
Богоугодних закладів і училищ при монастирі не було, а будинок для розміщення богомольців був.
До 1910 року монастир був чоловічим, а надалі обернений в жіночий.
Радянська влада в 1923 році передала монастир соцзабезу для інвалідного містечка. Чорниці переведені до Богуславського монастиря. На його території утворили училище для підготовки кадрових трактористів, потім була утворена машино-тракторна станція (МТС). Під час німецько-радянської Війни німецька влада відкрила обитель, куди стали повертатися ченці, але незабаром закрила тому, що в монастирі ховалися партизани.
З 1934 року тут знаходиться Корсунь-Шевченківський професійний ліцей. 
У 1960-х роках однопрестольна церква св. Онуфрія була розібрана місцевими жителями на будівельні матеріали, церковне начиння розікрадене і розтягнуте. Залишився лише храм Різдва Пресвятої Богородиці (де зараз знаходиться клуб ліцею), який намагаються повернути церкві. 
7 березня 1996 року монастир знову відкритий. Його намісник ігумен Антоній (Новицький).